# Panožka (améba)

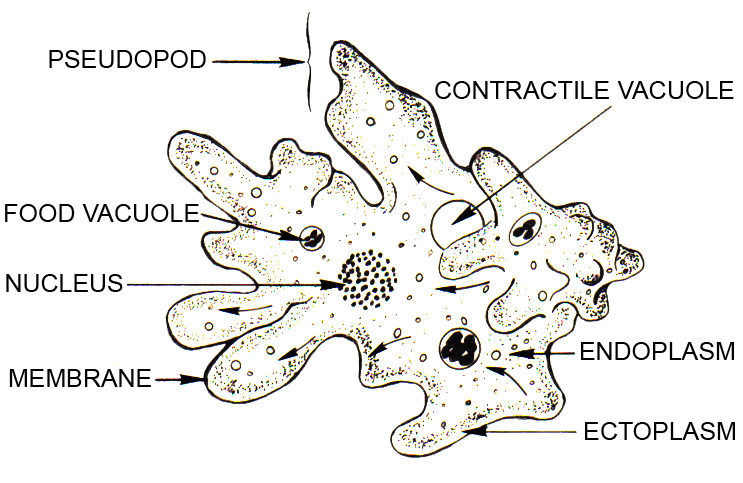
Nákres améby

Panožka (pseudopodium, pseudopodie) je dočasný výběžek cytoplazmy (tekuté části buňky) některých eukaryotických buněk. Díky panožkám dosahují tyto buňky takzvaného améboidního pohybu a organismy se někdy souhrnně označují za améby, i když rod Amoeba (měňavka) je ve skutečnosti daleko užší.

## Výskyt v přírodě
Améboidní pohyb je typický pro říši měňavkovců (Amoebozoa). Z nich je nejznámější měňavka velká (Amoeba proteus). Typické jsou pro ně široké, prstovité panožky (lobopodie).
Druhou významnou skupinou protistů s panožkami je infraříše Rhizaria (říše Chromista/Chromalveolata, podříše SAR). Z typů panožek jsou pro ni typické kořenovité retikulopodie, tenké filopodie nebo axopodie.
Panožky však mají i zástupci jiných (nepříbuzných) říší prvoků. Lze je nalézt např. u exkavát (lobopodie u Heterolobosea), haptist (axopodia centrohelidních slunivek), heterokontních řas (axopodia aktinophryidních slunivek) či primitivních opistokont (filopodie nuklearií).
Mimo to se pomocí panožek pohybují specializované buněčné typy v mnohobuněčných tělech živočichů, namátkou bílé krvinky v lidském těle, jež se pohybují např. po stěně cév a vyhledávají patogeny.

## Améboidní pohyb
Améboidní pohyb je způsoben vybíháním cytoplazmy díky strukturám zvaným lamelipodia. Hnacím motorem tohoto pohybu na molekulární úrovni je pravděpodobně polymerizace aktinu.